# (4928) Vermeer
(4928) Vermeer ist ein Asteroid des inneren Hauptgürtels, der von der sowjetischen Astronomin Ljudmyla Karatschkina am 21. Oktober 1982 am Krim-Observatorium in Nautschnyj (IAU-Code 095) entdeckt wurde.
Die Rotationsperiode des Asteroiden wurde zum ersten Mal am 9. und 10. September 2010 gemessen, am Osservatorio astronomico della Regione Autonoma Valle d’Aosta in Nus-Saint-Barthélemy vom italienischen Astronomen Albino Carbognani mit einem 81-cm-Ritchey-Chrétien-Cassegrain-Teleskop, und mit 3,687 (± 0,003) Stunden bestimmt. Durch die kurze Rotationsperiode und den beiden langen Beobachtungszeiten konnte (4928) Vermeer als Testobjekt für die Methode der Rotverschiebungs-Messung bei 17 anderen Asteroiden verwendet werden.
Der Asteroid wurde am 1. September 1993 nach Jan Vermeer benannt, der einer der bekanntesten holländischen Maler des Barock ist.